# Mancha Khiri (huyện)
Mancha Khiri (tiếng Thái: มัญจาคีรี) là một huyện (amphoe) ở phía nam của tỉnh Khon Kaen, đông bắc Thái Lan.

## Địa lý
Các huyện giáp ranh (từ phía bắc theo chiều kim đồng hồ) Nong Ruea, Ban Fang, Phra Yuen, Ban Haet, Ban Phai, Chonnabot, Khok Pho Chai của tỉnh Khon Kaen, Kaeng Khro và Ban Thaen của tỉnh Chaiyaphum.

## Lịch sử
Huyện được đã đổi tên từ Kut Khao sang Mancha Khiri năm 1939.

## Hành chính
Huyện này được chia ra thành 8 phó huyện (tambon), các đơn vị này lại được chia thành 116 làng (muban). Mancha Khiri là một thị trấn (thesaban tambon) nằm trên một phần của tambon Kut Khao. Có 8 Tổ chức hành chính tambon.
| STT. | Tên        | Tên Thái | Số làng | Dân số |  |
| ---- | ---------- | -------- | ------- | ------ |  |
| 1.   | Kut Khao   | กุดเค้า    | 17      | 12.775 |  |
| 2.   | Suan Mon   | สวนหม่อน  | 14      | 7.885  |  |
| 3.   | Nong Paen  | หนองแปน  | 16      | 9.109  |  |
| 4.   | Phon Phek  | โพนเพ็ก   | 14      | 7.957  |  |
| 5.   | Kham Khaen | คำแคน    | 13      | 9.162  |  |
| 6.   | Na Kha     | นาข่า     | 17      | 9.919  |  |
| 7.   | Na Ngam    | นางาม    | 14      | 7.885  |  |
| 10.  | Tha Sala   | ท่าศาลา   | 11      | 7.552  |  |

Các con số gián đoạn không có trong bảng là các tambon nay tạo thành huyện Khok Pho Chai.